# حاشیه زینتی

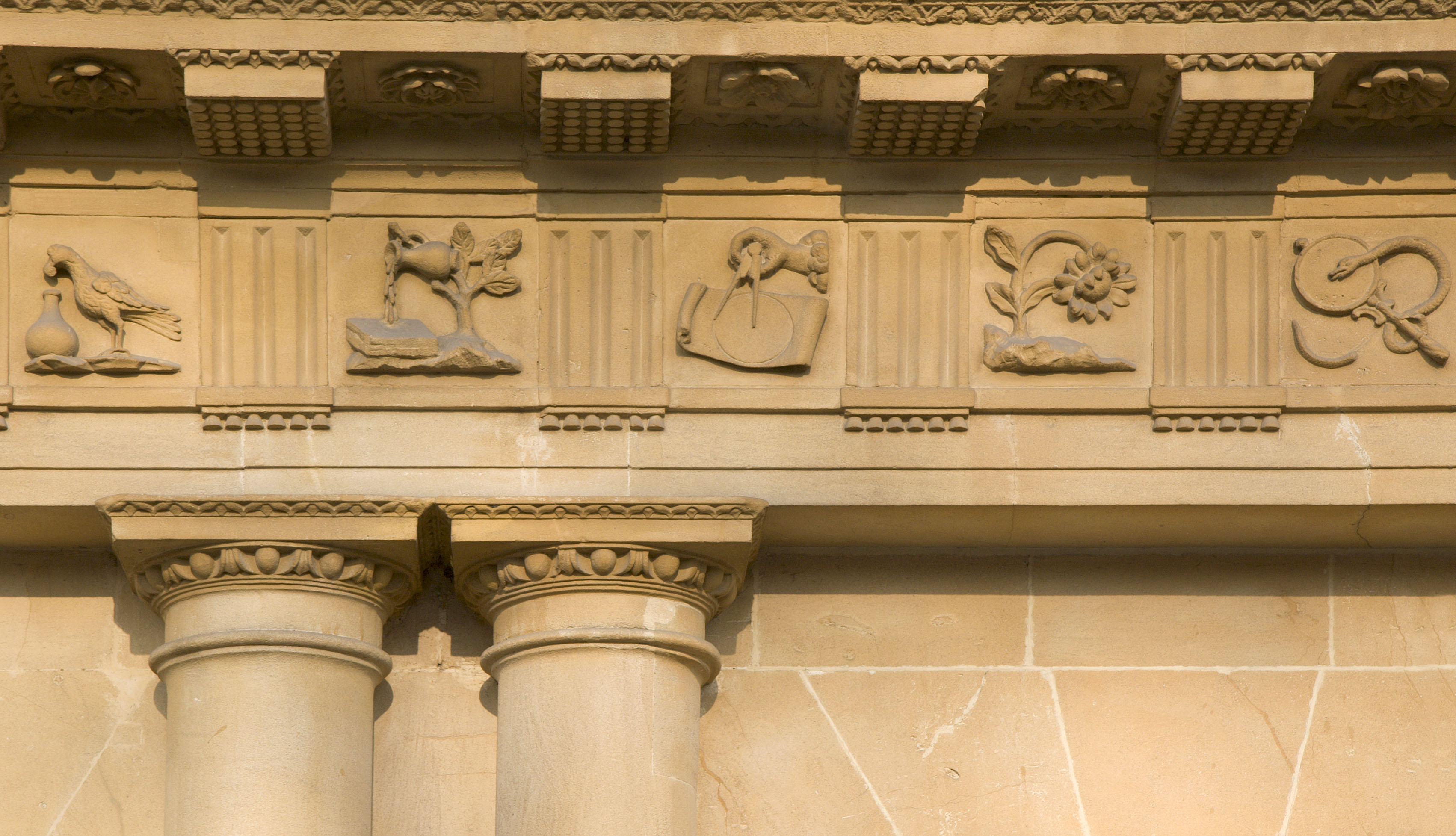
The Circus (Bath)، جزئیات معماری کتیبه، نشان دادن حاشیه متناوب (معمار، جان وود. سالمند)

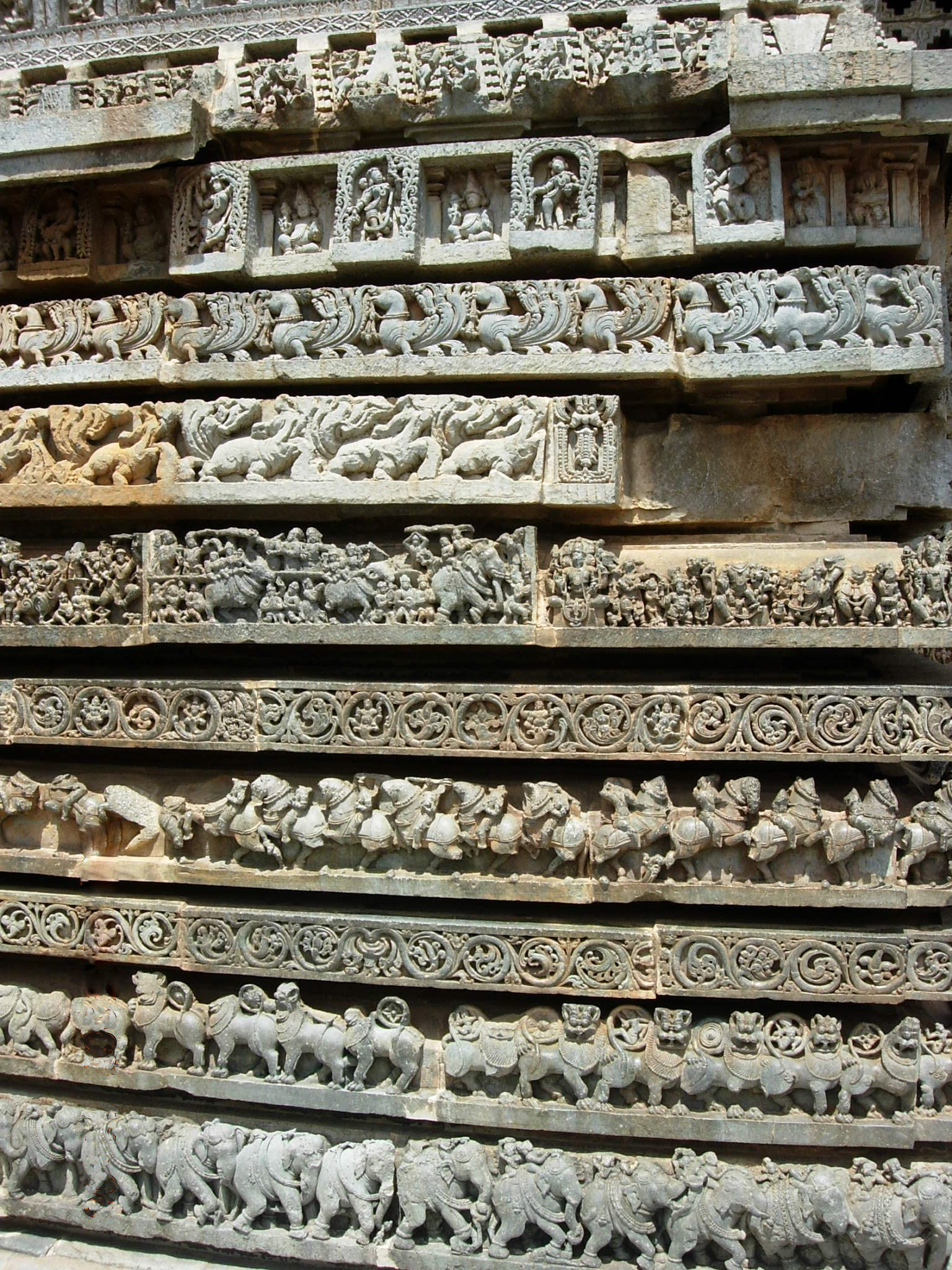
حاشیه زینتی از حیوانات، قسمت اساطیری در پایه معبد Hoysaleswara، هند

حاشیه زینتی (انگلیسی: Frieze) در معماری کتیبه، بخش مرکزی گسترده‌ای از یک اسپر و سرستون است و ممکن است به شیوه ایونی و دوریک یا به صورت نقش‌برجسته ساخته شود.